# Westonia
Westonia è una città situata nella regione di Wheatbelt, in Australia Occidentale; essa si trova 310 chilometri a est di Perth ed è la sede della Contea di Westonia. Al censimento del 2006 contava 213 abitanti.